# Crucify My Love
"Crucify My Love"發行於1996年8月26日。演出的成員只有主唱的Toshl和鋼琴演奏的YOSHIKI。朝日電視台的TONIGHT 2歷代主題曲中曾採用過此曲。西班牙搖滾樂團"GothicDolls"在專輯"the Last Breath"中也翻唱過這首曲子。
B面收錄的是1995年12月31日在東京巨蛋演出的Week End。

## 曲目
| 曲序 | 曲目            | 时长 |
| ---- | --------------- | ---- |
| 1.   | Crucify My Love | 4:38 |
| 2.   | Week End (Live) | 6:15 |